# Vir illustris
Vir illustris (мн.ч.: viri illustres, illustrissimus – изтъкнат мъж) е най-високата сенаторска ранг титла в късната Римска империя в Рим и Константинопол.
Титлата се появява още по времето на Принципата (27 пр.н.е. – 193 г.). По времето на император Валентиниан I (упр. 364 – 375) с тази титла се отличават заслужили сенатори.
В началото на 5 век тази титла носят особено заслужили сенатори, преториански префекти, градски префекти, военни магистри, различните comites в двореца и консулите. Император Теодосий I дава титлата и на епископите.
Титлата не се наследява, показва само високото положение в двореца. След тях следват viri spectabiles, след тях обикновените сенатори (viri clarissimi). Наследствен е само рангът на clarissimus.
Числото на личностите с тази титла така нараства, че през 5 и 6 век в Сената имат право да седят само viri illustres, които се ползвали с големи привилегии.
Юстиниан I засилва правилата и дава титлата и на patricii, които са така или иначе illustres. Юстиниан се опитва в тази група да въведе и двата ранга gloriosi и magnifici, но това не се приело. До края на древността illustres остават най-висшата ранг група между късноримската аристокрация.